# Dalhems församling, Linköpings stift
Dalhems församling är en församling i Norra Tjusts pastorat i Kustbygdens kontrakt i Linköpings stift. Församlingen ligger i Västerviks kommun i Kalmar län.

## Administrativ historik
Församlingen har medeltida ursprung.
Församlingen utgjorde till 1962 ett eget pastorat. 1931 utbröts stora delar av församlingen till den nybildade Överums församling. Från 1962 till 2007 var församlingen annexförsamling i pastoratet Överum och Dalhem. Från 2007 ingår församlingen i Norra Tjusts pastorat.

## Kyrkoherdar
| Ämbetstid | Namn                          | Levnadstid  | Övrigt                                    |
| --------- | ----------------------------- | ----------- | ----------------------------------------- |
| 1623–1631 | Johannes Benedicti Phœnix     | 1586–1666   | Senare kyrkoherde i Målilla och Gårdveta. |
| 1631-1653 | Haraldus Johannis Hulténius   | ca1585-1653 |                                           |
| 1653-1677 | Laurentius Petri Wichius      | 1616-1677   | gift med föregångarens dotter             |
| 1677-1703 |                               |             |                                           |
| 1703-1728 | Jonas Hallberg                | 1661-1728   | gift 1690 med Wichius dotter              |
| 1730-1749 | Johannes Zetterstrand         | 1685-1749   | gift med föregångarens dotter             |
| 1750-1787 | Daniel Enelius                | 1710-1787   | gift med föregångarens dotter             |
| 1788-1832 | Anders Nicolas Enelius        | 1744-1832   | efterträdde sin far                       |
| 1833–1835 | Johan Gustaf Nordwall         | 1792–1861   | Senare kyrkoherde i Örberga församling.   |
| 1835-1843 | Per Engstrand                 | 1793-1843   |                                           |
| 1844–1850 | Carl Adolf Enelius            | 1792–1887   | Senare kyrkoherde i Åtvids församling.    |
| 1851-1862 | Johan Hellström               | 1792-1862   |                                           |
| 1864-1881 | Anders Johan Widén            | 1817-1881   |                                           |
| 1883-1892 | Johan Gustaf Nyrén            | 1842-1921   | Senare kyrkoherde i Kvillinge             |
| 1892-1902 | Ernst Albert Teodor Bergström | 1852-1915   | Senare kyrkoherde i Odensvi               |

## Kyrkor
- Dalhems kyrka